# Julián Villagrán (Hidalgo)
Julián Villagrán es una localidad de México localizada en el municipio de Ixmiquilpan en el estado de Hidalgo.

## Geografía
Se encuentra en la región geográfica del Valle del Mezquital. A la localidad le corresponden las coordenadas geográficas 20° 23’ 48.884” de latitud norte y 99° 06’ 06.261” de longitud oeste, con una altitud de 1921 m s. n. m. Cuenta con un clima semiseco templado.
En cuanto a fisiografía se encuentra en la provincia del Eje Neovolcánico, dentro de la subprovincia de Llanuras y Sierras de Querétaro e Hidalgo; su terreno es de llanura y lomerío. En lo que respecta a la hidrografía se encuentra posicionado en la región del Pánuco, dentro de la cuenca del río Moctezuma, en la subcuenca del río Actopan.

## Demografía
En 2020 registró una población de 1100 personas, lo que corresponde al 1.12 % de la población municipal. De los cuales 523 son hombres y 577 son mujeres.
| Gráfica de evolución demográfica de Julián Villagrán entre 1910 y 2020 |
|                                                                        |
| Población registrada por los censos y conteos del INEGI.               |